# Strikkenhof
Strikkenhof of Huis ter Beeten is een monumentale boerderij aan de Burgemeester Peetersstraat 41-43 te Nunhem.

## Geschiedenis
In de 15e eeuw was Ter Beeten een leen van Horn. Arnold van Ghoor, eigenaar van kasteel Ghoor, was eind 15e eeuw beleend met Ter Beeten. Toen zijn dochter Gertrudis in 1514 trouwde met Dirk van den Boetzelaer, kwam het goed in deze familie terecht. Een van hun nazaten ruilde onder andere Ter Beeten in 1629 voor de heerlijkheid Tassigny.
Om 1738 kwam Ter Beeten in handen van Maria Alexandra von Fürstenberg. Haar broer kreeg het goed in 1754 in eigendom. De familie Von Fürstenberg raakte Ter Beeten - dat inmiddels ook 'Stryckenhof' werd genoemd - kwijt toen de overheid het goed in beslag nam: de familie weigerde namelijk belasting te betalen omdat ze van mening was dat het een adellijk goed was. De overheid verkocht het goed en zo kwam het in 1819 terecht bij de familie Van Mulbracht.

## Beschrijving
De Strikkenhof is waarschijnlijk nooit een kasteel maar altijd een hoeve geweest. Begin 19e eeuw bestond het complex uit twee parallele gebouwen, die in de decennia hierna zijn voorzien van twee afsluitende vleugels zodat een vierkante hoeve rondom een binnenplaats ontstond.
Van belang is een achtkantig torentje dat de afsluiting van de tuinmuur vormt en ook uit de 18e eeuw stamt. Waarschijnlijk is dit torentje gebouwd om de boerderij een adellijk voorkomen te geven, en zo belastingvrijstelling te krijgen.